# Fusinus laetus
Fusinus laetus is een slakkensoort uit de familie van de Fasciolariidae. De wetenschappelijke naam van de soort werd in 1880 voor het eerst geldig gepubliceerd door George Brettingham Sowerby II.